# ウーマン・キング 無敵の女戦士たち
『ウーマン・キング 無敵の女戦士たち』（ウーマン・キング むてきのおんなせんしたち、原題：The Woman King）は、2022年制作のアメリカ合衆国のアクション映画。
19世紀の西アフリカ・ダホメ王国（現・ベナン）で、世界でも類を見ない戦闘技術とすさまじい闘志によって国を守った女戦士部隊の戦いを、史実を基に描く。ヴィオラ・デイヴィス主演兼・製作。日本では劇場未公開。

## あらすじ
1823年。西アフリカ・ダホメ王国を守る、ナニスカ将軍率いる女戦士部隊アゴジェは、優れた戦闘技術とすさまじい闘志で、敵との戦いを繰り広げる。

## キャスト
※括弧内は日本語吹替。
- ナニスカ：ヴィオラ・デイヴィス（上村典子）
- ナウィ：トゥソ・ムベドゥ（上條沙恵子）
- イゾギ：ラシャーナ・リンチ（杉浦慶子）
- アメンザ：シーラ・アティム（ニケライ・ファラナーゼ）
- ゲゾ王：ジョン・ボイエガ（藤井隼）
- シャンテ：ジェイミー・ローソン（平田裕香）
- サント･フェレイラ：ヒーロー・ファインズ・ティフィン（近松孝丞）
- ジョーダン・ボルジャー
- ジュリアス・テノン
- アンジェリーク・キジョー